# Тулльберг, Майк
Майк Тулльберг (дат. Mike Tullberg; род. 25 декабря 1985, Фарум, Дания) — датский футболист, нападающий, ныне футбольный тренер.

## Клубная карьера
Является воспитанником академии футбольного клуба «БК Фарум», в 2003 году переименованного в «Норшелланн». 
В 2006 году покинул полупрофессиональный клуб «Грено ИФ», в котором провёл три года, и стал игроком «Орхуса». 18 августа 2007 года в матче датской Суперлиги против «Брондбю» забил гол ножницами на 90-й минуте и принёс команде минимальную победу. Гол был признан голом года в чемпионате Дании.
В 2007 году Тулльберг подписал контракт с итальянской «Реджиной», выступавшей в Серии А. Неудачно дебютировав в новой команде, Тулльберг перешёл в шотландский «Харт оф Мидлотиан» на правах аренды, однако реализовать свой потенциал у игрока так и не получилось из-за частых травм. 
В 2009 году перешёл в клуб «Рот-Вайсс» из немецкого города Оберхаузена. В 2011 году Тулльберг покинул команду, так как клуб решил не продлевать с ним контракт. 
Это безумие, у меня испорчено два сезона. Так прошёл весь мой сезон в «Хартс», а затем и весь этот сезон. Я думал, что уже справился с этим, ведь я тренировался здесь три месяца, и обо мне заботились. Но тут мне снова не повезло.Майк Тюлльберг после получения мышечной травмы в 2010 году, 
После неудачного просмотра в «Шальке» принял решение завершить карьеру футболиста из-за постоянных травм.

## Тренерская карьера
23 июня 2012 года официально начал свою карьеру тренера, подписав контракт с немецкой командой «СГС Эссен-Шёнебек». Тулльберг стал помощником тренера Кристиана Петерайта. В 2013 году вернулся в команду «Рот-Вайсс», но уже в качестве тренера юниоров. В 2017 году вернулся в Данию в свой бывший клуб «Орхус» и вошёл в тренерский штаб юношеской команды. Через год стал помощником тренера в полупрофессиональной команде «Вендсиссель ФФ».

### «Боруссия (Дортмунд)»
В 2019 году Майк Тулльберг возглавил молодёжный состав дортмундской «Боруссии» до 23 лет. В 2020 году поменялся постами с Михаэлем Скиббе и стал главным тренером команды «Боруссии» до 19 лет. В сезоне 2021/22 выиграл с командой чемпионство в молодёжной Бундеслиге.
В январе 2025 года был назначен на должность временного главного тренера в первой команде «Боруссии» после увольнения Нури Шахина. Подготовил команду к домашнему матчу чемпионата Германии против «Вердера» (2:2) и выездному матчу с «Хайденхаймом» (1:2), а также выпустил команду на заключительный домашний матч общего этапа Лиги чемпионов против донецкого «Шахтёра» (3:1). В конечном счёте тренером «Боруссии» на постоянной основе стал Нико Ковач.  